# 韦尔曼 (艾奥瓦州)
韋爾曼（英語：Wellman）是一個位於美國愛荷華州華盛頓縣的城市。

## 地理
韋爾曼的座標為41°28′02″N 91°50′09″W / 41.46722°N 91.83583°W，而該地的平均海拔高度為213米（即699英尺）。

## 人口
根據2010年美國人口普查的數據，韋爾曼的面積為2.95平方千米，當中陸地面積為2.95平方千米，而水域面積為0.00平方千米。當地共有人口1408人，而人口密度為每平方千米477人。